# باشگاه فوتبال پیتربورو نورترن استار
باشگاه فوتبال پیتربورو نورترن استار (به انگلیسی: Peterborough Northern Star Football Club) یک باشگاه فوتبال در شهر پیتربورو، کشور انگلستان است که در سال ۱۹۰۵ میلادی تأسیس شده‌است.